# Lemberg pri Novi Cerkvi
Lemberg pri Novi Cerkvi – wieś w Słowenii, w gminie Vojnik. W 2018 roku liczyła 144 mieszkańców.